# La collita a Montfoucault
La collita a Montfoucault és una pintura a l'oli realitzada per Camille Pissarro el 1876 i que actualment s'exposa al Museu d'Orsay de París.
La collita del blat va interessar a Pissarro pel color groc dels camps. És aquesta una superba mostra de com la pintura de Pissarro avança cap a un major sintetisme, aplicant el color amb més plenitud i eliminant detalls superflus. Les tonalitats verdes i grogues contrasten per crear un efecte destacable, mentre que al cel es crea un altre contrast entre el blau i el blanc. Les diminutes figures aporten alguna cosa més de verisme a una composició en la qual l'ombra és malva, com veiem en primer pla. La gran protagonista de tota la producció de Pissarro és la llum, elegint en cada moment la que més l'atreu per crear imatges inoblidables com el Boulevard Montmartre o El sègol a Pontoise.